# Liang Jing
Liang Jing (em chinês:  梁 敬; Binzhou, 4 de janeiro de 1985) é uma ciclista olímpica chinesa. Jing representou o seu país durante os Jogos Olímpicos de Verão de 2012 na prova de perseguição por equipes, em Londres.